# Aphrodisium griffithii
Aphrodisium griffithii är en skalbaggsart som beskrevs av Hope 1840. Aphrodisium griffithii ingår i släktet Aphrodisium och familjen långhorningar.
Artens utbredningsområde är:
- Laos.
- Burma.

Inga underarter finns listade i Catalogue of Life.